# Greenbushes
Greenbushes est une ville située dans le sud ouest de l'Australie, qui dépend du gouvernement de la liste électorale de Blackwood-Stirling (en) et de la division territoriale de O'Connor en Australie-Occidentale dont la capitale  est Perth. L'économie de la ville est centrée sur l'industrie du bois et minière. Sa position est approximativement à 250 kilomètres au sud de Perth et de Fremantle, une ville satellite de Perth mais surtout un port important pour le transit des conteneurs et à 90 kilomètres au sud-est du port de Bunbury, un important complexe minier du sud-ouest de l'Australie-Occidentale.

## Histoire
Greenbushes fut nommée du fait de la couleur vert brillant du bush qui contrastait avec le gris des eucalyptus. La ligne de chemin de fer allant de Donnybrook à Bridgetown ouvrit en 1898, avec une gare à Greenbushes située approximativement à six kilomètres au nord du centre-ville. La zone entourant la station ferroviaire fut renommée North Greenbushes pour réduire le risque de confusion.
Greenbushes fut fondée en 1888 à la suite de la découverte de minerais d'étain en 1886. David Stinton fut le propriétaire des 400 acres de la mine ouverte à Greenbushes et le cofondateur de la Bunbury Tin Mining Company. Dès cette époque la présence de tantale fut constatée mais il n'avait aucune valeur commerciale. Bien que des carrières ouvertes aient existé, l'extraction minière fut entreprise initialement en sous-sol, le minerai ramené à la surface pendant les mois d'été et ensuite traité pendant les mois d'hiver en raison des fortes pluies. L'exploitation de l'étain fut menée par de multiples petites sociétés jusque dans les années 1960, mais l'épuisement des filons et la montée de l'intérêt pour le tantale, à partir des années 1940, entraina une modification des pratiques d'extraction avec un changement d'échelle dans les années 1970. L'identification de la spodumène, le minerai riche en lithium n'intervint qu'en 1949 sous l'action du West Australian Government Survey à partir de spécimens collectés en 1928 qui avaient été initialement étiquetés feldspath
.
La ville présenta une période d'expansion économique rapide jusqu'à l'effondrement du prix international des matières premières en 1893, qui entraina une chute des industries de Greenbushes. Vers 1913, environ un quart des habitants de Greenbushes travaillaient dans l'industrie du bois, qui s'était installée à proximité des mines.

## Industrie
Les deux industries majeures de Greenbushes sont les mines avec la production de concentré de tantale, de minerai de lithium et d'étain mais aussi de  kaolin et par ailleurs par l'activité des scieries. L'agriculture, viticulture, le tourisme et les galeries d'art représentent aussi une activité importante de Greenbushes.
Les mines de Greenbushes sont situées au sud de la ville et produisent principalement du lithium depuis 1985 pour la société Talislithium dans une énorme mine à ciel ouvert complétée par des installations de traitement du minerai, modernisées à plusieurs reprises.
La pegmatite de Greenbushes appartient à la famille des pegmatite à Lithium-Caesium-Tantalum. Les dépôts de pegmatite de Greenbushes sont le fruit de phénomènes d'intrusion  de poches liquidiennes riches en minéraux qui se sont formées le long d'une faille orientée nord-ouest structurant la région, il y a approximativement 2.525 millions d'années. Le filon de pegmatite consiste en une large zone principale de 3 km de long pour 300 m de large avec de multiples formations plus petites (des dykes) situés sur les flancs de la faille principale, issus de la remontée de magma volcanique. La zone riche en lithium couvre une longueur de 2 km et atteint un enrichissement du minerai contenant le lithium, le spodumène qui représente jusqu'à 50 % de la roche. La présence de tantale dans la pegmatite de  Greenbushes est un caractère unique, qui la distingue des autres pegmatites à minéraux rares.
Les techniques d'extraction minières sont classiques pour une mine à ciel ouvert avec stockage des déchets pour un remblai et une réhabilitation ultérieure du site selon Talison Lithium qui exploite le site et exporte 350 000 tonnes de produit à base de lithium par an. Deux installations permettent de traiter le minerai par des méthodes physiques pour l'une et chimique pour l'autre, pour l'obtention de concentré d'oxyde de lithium, qui sont expédiés en vrac.

## liens Externes
- Shire of Bridgetown-Greenbushes website